# Brisbane Roar FC
Brisbane Roar FC (założony jako Queensland Roar FC) – australijski, profesjonalny klub piłkarski z siedzibą w Brisbane (Queensland), założony w 2004 roku. Zespół występuje w rozgrywkach A-League; trzykrotny mistrz Australii (2011, 2012, 2014), dwukrotny triumfator sezonu zasadniczego (2011, 2014).

## Historia

### Początki i założenie
Powstanie klubu Brisbane Roar FC związane jest z klubem Hollandia Inala Soccer Club, który został założony przez Holenderskich imigrantów w 1957 roku, później nazwa klubu została zmieniona na Brisbane Lions. W latach 1977–1988 klub występował w rozgrywkach National Soccer League (NSL). W 2002 roku nazwa klubu Brisbane Lions została zmieniona na Queensland Lions FC. Klub Queensland Lions po sezonie 2004 wycofał się z rozgrywek stanowych. Związane było to ze złożeniem wniosku o przyznanie licencji na grę w A-League. W wyniku reorganizacji rozgrywek krajowych w Australii, która przyczyniła się do likwidacji NSL oraz do utworzenia rozgrywek A-League. W czerwcu 2004 roku do Football Federation Australia (FFA) wpłynęło 20 wniosków o przyznanie licencji na grę w A-League. Dwie spośród złożonych ofert pochodziło z Brisbane. Przez okres czterech kolejnych miesięcy każda z otrzymanych ofert była analizowana. Ostatecznie, 1 listopada 2004 roku, pozytywnie rozpatrzono osiem ofert, wpośród których została zaakceptowana oferta klubu Queensland Lions FC, który przystąpił do rozgrywek A-League od sezonu 2005/2006 pod nazwą Queensland Roar FC.

### A-League

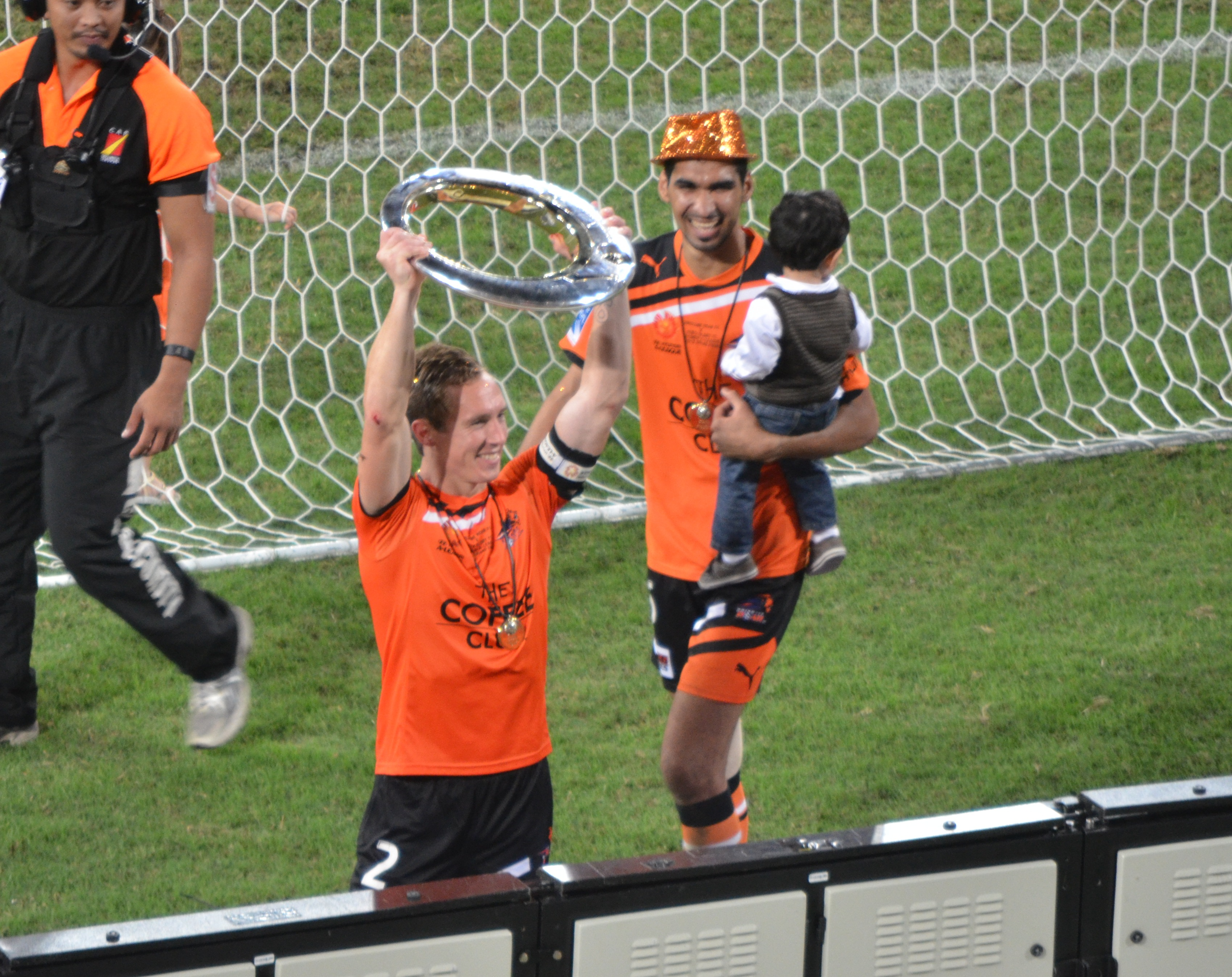
Matt Smith i Sayed Mohamed Adnan po zwycięstwie w meczu finałowym przeciwko Perth Glory (wynik 2:1; 22 kwietnia 2012)

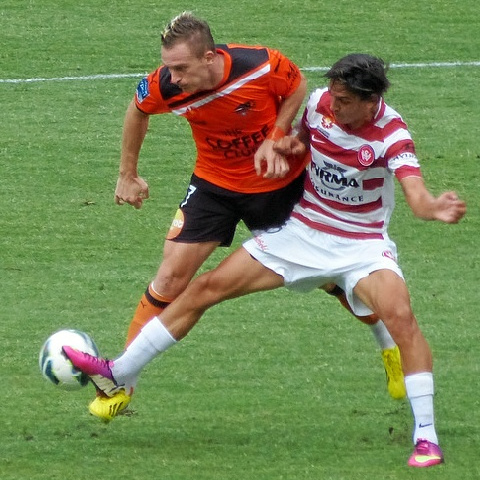
Mecz sezonu zasadniczego pomiędzy Brisbane Roar i Western Sydney Wanderers (wynik 1:2; 20 stycznia 2013)

Pierwszym trenerem w historii klubu został Izraelczyk z australijskim obywatelstwem Miron Bleiberg, który prowadził klub Queensland Roar FC w sezonie inauguracyjnym (2005/2006) rozgrywek A-League. Queensland Roar zainaugurowało rozgrywki w A-League w dniu 28 sierpnia 2005 roku w domowym spotkaniu przeciwko New Zealand Knights FC. Spotkanie zakończyło się wygraną gospodarzy w stosunku 2:0. W sezonie 2005/2006 klub Queensland Roar zakończył sezon zasadniczy na 6. miejscu z dorobkiem 28 punktów i nie awansował do serii finałowej rozgrywek.
Trener Miron Bleiberg prowadził klub do dnia 13 listopada 2006 roku, po czym jego stanowisko zostało objęte przez Australijczyka Franka Farinę, który prowadził klub do 13 października 2009 roku. Za kadencji trenera Franka Fariny klub Queensland Roar wywalczył 3. miejsce w rozgrywkach Pre-Season Challenge Cup w 2007 roku. Pokonując w meczu o 3. miejsce drużynę Central Coast Mariners FC w stosunku 3:1. W sezonie 2007/2008 Queensland Roar po raz pierwszy w historii swoich występów awansował do serii finałowej rozgrywek A-League. Queensland Roar zakończyło swój udział na etapie półfinału przegrywając po dogrywce z drużyną Newcastle United Jets FC w wymiarze 2:3. W sezonie 2008/2009 klub Queensland Roar w sezonie zasadniczym uplasował się na 3. miejscu i drugi raz z rzędu awansował do serii finałowej rozgrywek. Queensland Roar zakończyło swój udział ponownie na etapie półfinału przegrywając z drużyną Adelaide United FC w stosunku 0:1.
W 2008 roku klub Queensland Lions FC przestał być głównym udziałowcem drużyny występującej w A-League. W wyniku tego klub Queensland Lions FC powrócił do rozgrywek stanowych, zmieniając nazwę na Lions Football Club. Natomiast głównym udziałowcem drużyny występującej w A-League stała się australijska federacja piłkarska – Football Federation Australia. W dniu 5 maja 2009 roku drużyna z A-League oficjalnie zmieniła nazwę na Brisbane Roar FC.
Od sezonu 2009/2010 klub występował w rozgrywkach A-League już pod nową nazwą – Brisbane Roar. W dniu 16 października 2009 roku na stanowisko trenera klubu został zatrudniony Australijczyk Ange Postecoglou. Za kadencji Ange Postecoglou klub Brisbane Roar dwukrotnie sięgał po tytuł mistrzowski w latach: 2011 i 2012. W sezonie 2010/2011 klub ukończył sezon zasadniczy na 1. miejscu z dorobkiem 65 punktów. Natomiast w finale rozgrywek (tzw. Grand Final) Brisbane Roar pokonało po rzutach karnych zespół Central Coast Mariners FC w stosunku 4:2 (w meczu wynik 2:2). W kolejnym sezonie klub ukończył sezon zasadniczy na 2. miejscu z dorobkiem 49 punkt. W finale rozgrywek drużyna Brisbane Roar pokonała zespół Perth Glory FC 2:1, zdobywając drugi tytuł mistrzowski z rzędu. W dniu 4 października 2011 roku głównym udziałowcem klubu Brisbane Roar stał się indonezyjski koncern górniczy Bakrie Group. Za kadencji trenera Ange Postecoglou klub zanotował serię 36. spotkań z rzędu bez porażki od 18 września 2010 do 26 listopada 2011, ustanawiając tym samym rekord w serii spotkań bez porażki w australijskiej piłce.
Kolejnym trenerem Brisbane Roar został Australijczyk Rado Vidošić, który w trakcie sezonu 2012/2013 został zastąpiony przez trenera Mike Mulvey. Mike Mulvey uzyskał awans do serii finałowej rozgrywek, którą klub zakończył na etapie półfinału. W półfinale klub Brisbane Roar uległ zespołowi Western Sydney Wanderers FC w stosunku 0:2. W sezonie 2013/2014 klub drugi raz w swojej historii wywalczył 1. miejsce w sezonie zasadniczym z dorobkiem 52 punktów. W serii finałowej drużyna Brisbane Roar w finale rozgrywek, po dogrywce pokonała klub Western Sydney Wanderers w wymiarze 2:1. Zdobywając trzeci tytuł mistrza kraju.
W sezonach 2014/2015 – 2017/2018 klub Brisbane Roar prowadzony był przez dwóch szkoleniowców, Holendra Fransa Thijssena i Australijczyka Johna Aloisi. Ponadto klub w każdym z sezonów uzyskiwał awans do serii finałowej rozgrywek. Za kadencji Fransa Thijssena w sezonie 2014/2015 klub zakończył zmagania w serii finałowej na etapie rundy eliminacyjnej. W której został pokonany przez drużynę Adelaide United w stosunku 1:2. Natomiast w trakcie pracy trenera Johna Aloisi klub w sezonach 2015/2016 i 2016/2017 kończył zmagania w serii finałowej na etapie półfinału. Ulegając odpowiednio zespołom Western Sydney Wanderers (w meczu po dogrywce 4:5) oraz Melbourne Victory FC (w meczu 0:1). Natomiast w sezonie 2017/2018, Brisbane Roar został wyeliminowany na etapie rundy eliminacyjnej przez drużynę Melbourne City FC (w meczu 0:2).
Od 29 grudnia 2018 roku trenerem klubu był Walijczyk Darren Davies. Brisbane Roar w sezonie zasadniczym 2018/2019 uplasował się na przedostatnim, 9. miejscu i nie awansował do serii finałowej rozgrywek. Od 1 lipca 2019 roku trenerem klubu będzie Anglik Robbie Fowler.

### Azjatycka Liga Mistrzów
Brisbane Roar w dotychczasowej historii pięciokrotnie występował w rozgrywkach Azjatyckiej Ligi Mistrzów (ACL). Trzykrotnie Brisbane Roar kończyło rozgrywki na fazie grupowej (sezony: 2012, 2015 i 2017) oraz dwa razy zespół zakończył swój udział na fazie kwalifikacji (2013, 2018).
Debiut w tych rozgrywkach nastąpił w dniu 6 marca 2012 roku, w domowym spotkaniu przeciwko japońskiemu zespołowi F.C. Tokyo. Spotkanie zakończyło się porażką Brisbane Roar 0:2. W pierwszym swoim starcie zespół zakończył rozgrywki na fazie grupowej, nie wygrywając żadnego meczu.
W sezonach 2013 i 2018 klub zanotował najgorsze starty w rozgrywkach ACL. Brisbane Roar zakończyło swoje udziały na fazie kwalifikacyjnej. W sezonie 2013 w rundzie play-off Brisbane Roar przegrał po konkursie rzutów karnych, w wyjazdowym spotkaniu przeciwko tajskiemu zespołowi Buriram United F.C. (0:0 w meczu, 3:0 w rzutach karnych). Natomiast w sezonie 2018 Brisbane Roar odpadło z rozgrywek na etapie 2. rundy fazy kwalifikacyjnej, w której uległ filipińskiej drużynie Ceres FC w stosunku 2:3.
Najlepszy rezultat Brisbane Roar osiągnęło w sezonie 2015. Wówczas klub zakończył rozgrywki na fazie grupowej zajmując 3. miejsce z dorobkiem 7 punktów. Odnosząc przy tym dwa zwycięstwa przeciwko japońskiej drużynie Urawa Red Diamonds (1:0) oraz chińskiemu zespołowi Beijing Guo’an (1:0).

### Brisbane Roar FC w poszczególnych sezonach
| Sezon     | Miejsce | M  | Z  | R  | P  | B     | Pkt | Seria finałowa     | Pre-Season Challenge Cup, FFA Cup | Azjatycka Liga Mistrzów             |
| --------- | ------- | -- | -- | -- | -- | ----- | --- | ------------------ | --------------------------------- | ----------------------------------- |
| 2005/2006 | 6       | 21 | 7  | 7  | 7  | 27–22 | 28  | brak awansu        | faza grupowa                      | –                                   |
| 2006/2007 | 5       | 21 | 8  | 5  | 8  | 25–27 | 29  | brak awansu        | 7. miejsce                        | –                                   |
| 2007/2008 | 4       | 21 | 8  | 7  | 6  | 25–21 | 31  | półfinał           | 3. miejsce                        | –                                   |
| 2008/2009 | 3       | 21 | 10 | 6  | 5  | 36–25 | 36  | półfinał           | faza grupowa                      | –                                   |
| 2009/2010 | 9       | 27 | 8  | 6  | 13 | 32–42 | 30  | brak awansu        | –                                 | –                                   |
| 2010/2011 | 1       | 30 | 18 | 11 | 1  | 58–26 | 65  | mistrzostwo        | –                                 | –                                   |
| 2011/2012 | 2       | 27 | 14 | 7  | 6  | 50–28 | 49  | mistrzostwo        | –                                 | faza grupowa                        |
| 2012/2013 | 5       | 27 | 10 | 5  | 12 | 33–29 | 35  | półfinał           | –                                 | faza kwalifikacyjna: runda play-off |
| 2013/2014 | 1       | 27 | 16 | 4  | 7  | 43–25 | 52  | mistrzostwo        | –                                 | –                                   |
| 2014/2015 | 6       | 27 | 10 | 4  | 13 | 42–43 | 34  | runda eliminacyjna | 1/8 finału                        | faza grupowa                        |
| 2015/2016 | 3       | 27 | 14 | 6  | 7  | 49–40 | 48  | półfinał           | 1/16 finału                       | –                                   |
| 2016/2017 | 3       | 27 | 11 | 9  | 7  | 43–37 | 42  | półfinał           | 1/16 finału                       | faza grupowa                        |
| 2017/2018 | 6       | 27 | 10 | 5  | 12 | 33–40 | 35  | runda eliminacyjna | 1/16 finału                       | faza kwalifikacyjna: 2. runda       |
| 2018/2019 | 9       | 27 | 4  | 6  | 17 | 38–71 | 18  | brak awansu        | 1/16 finału                       | –                                   |
| 2019/2020 |         |    |    |    |    |       |     |                    | 1/8 finału                        | –                                   |

Źródło: www.ultimatealeague.com.
Legenda:

    mistrzostwo ligi, 1. miejsce w sezonie zasadniczym lub zwycięstwo w innych rozgrywkach;

    2. miejsce w sezonie zasadniczym lub finał rozgrywek;

    3. miejsce w sezonie zasadniczym lub 3. miejsce w innych rozgrywkach.

## Rezerwy i sekcja kobieca

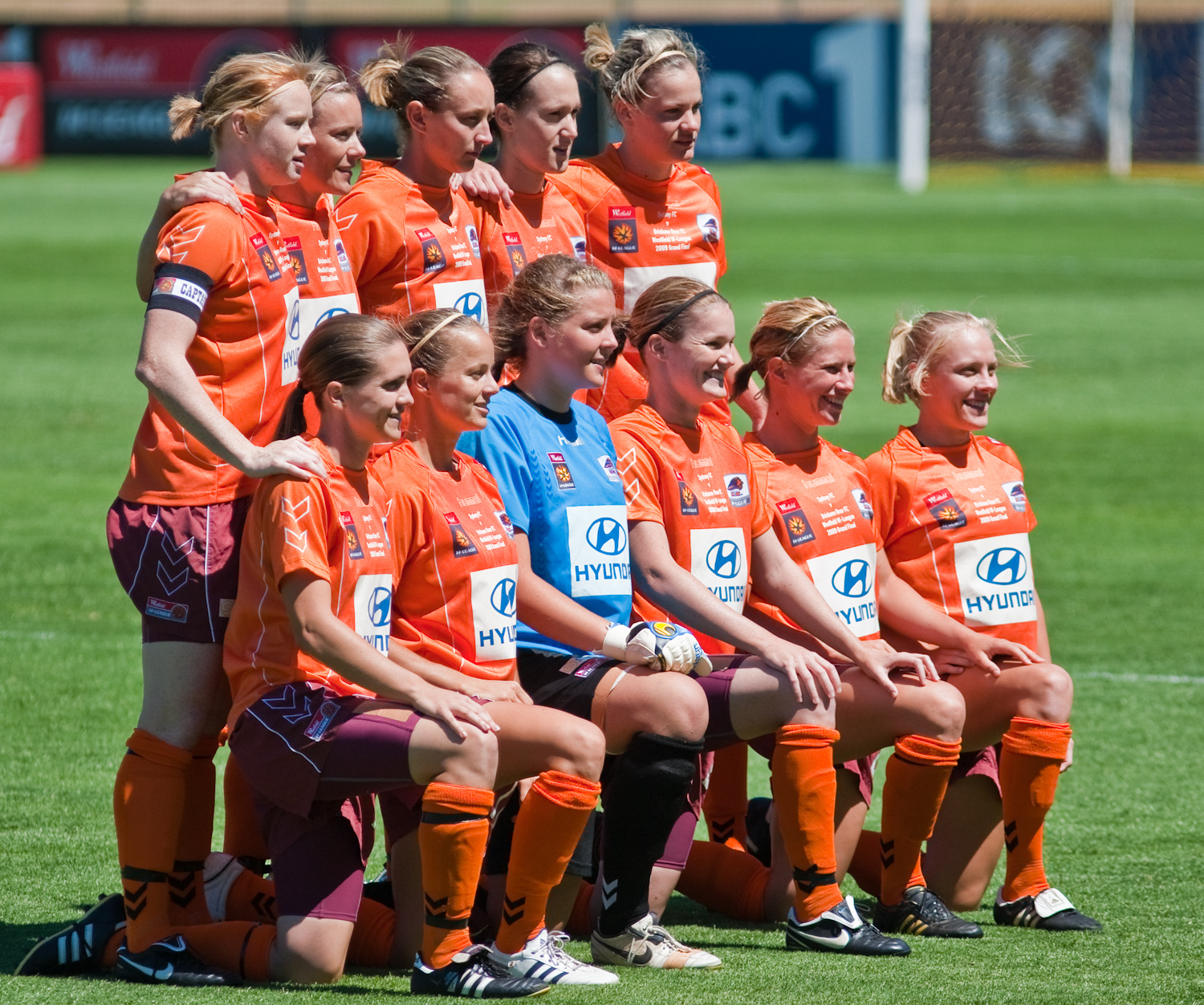
Sekcja kobieca klubu (19 grudnia 2009)

### Rezerwy
Sekcja młodzieżowa klubu Brisbane Roar FC (ówcześnie pod nazwą Queensland Roar FC) została założona w 2008 roku, gdy po raz pierwszy zorganizowano rozgrywki juniorskiej ligi A-League National Youth League (od sezonu 2018/2019 funkcjonują pod nazwą Y-League). Zespół młodzieżowy w 2019 roku zdobył mistrzostwo Australii w rozgrywkach młodzieżowych oraz triumfował w sezonie zasadniczym w Konferencji A. Dodatkowo rezerwy klubu od 2014 roku występują w rozgrywkach stanowej ligi National Premier Leagues Queensland. Rezerwy Brisbane Roar rozgrywają spotkania domowe na obiekcie Goodwin Park.

### Sekcja kobieca
Sekcja kobieca klubu Brisbane Roar FC (ówcześnie pod nazwą Queensland Roar FC) została założona w 2008 roku i przystąpiła do rozgrywek W-League od sezonu 2008/2009. Inauguracyjne spotkanie odbyło się 25 października 2008 roku w meczu domowym przeciwko kobiecemu zespołowi Adelaide United FC. Spotkanie zakończyło się zwycięstwem Queensland Roar w stosunku 4:1. Sekcja kobieca klubu dwukrotnie sięgała po mistrzostwo Australii w latach 2009 i 2011 oraz trzykrotnie triumfowała w sezonie zasadniczym rozgrywek (2009, 2013 i 2018). Sekcja kobieca klubu rozgrywa domowe spotkania na obiekcie Cleveland Showgrounds.

## Sukcesy

### Seniorzy
- Mistrz Australii (3): 2011, 2012, 2014;
- Zwycięzca sezonu zasadniczego (2): 2011, 2014[62].

### Juniorzy
- Mistrz Australii w rozgrywkach młodzieżowych (1): 2019;
- Zwycięzca Konferencji A (1): 2019
- Finalista Grand Final (1): 2011.

### Sekcja kobiet
- Mistrz Australii (2): 2009[d], 2011;
- Finalista Grand Final (3): 2009[e], 2012, 2014;
- Zwycięzca sezonu zasadniczego (2): 2009[d], 2013[63].

## Trenerzy

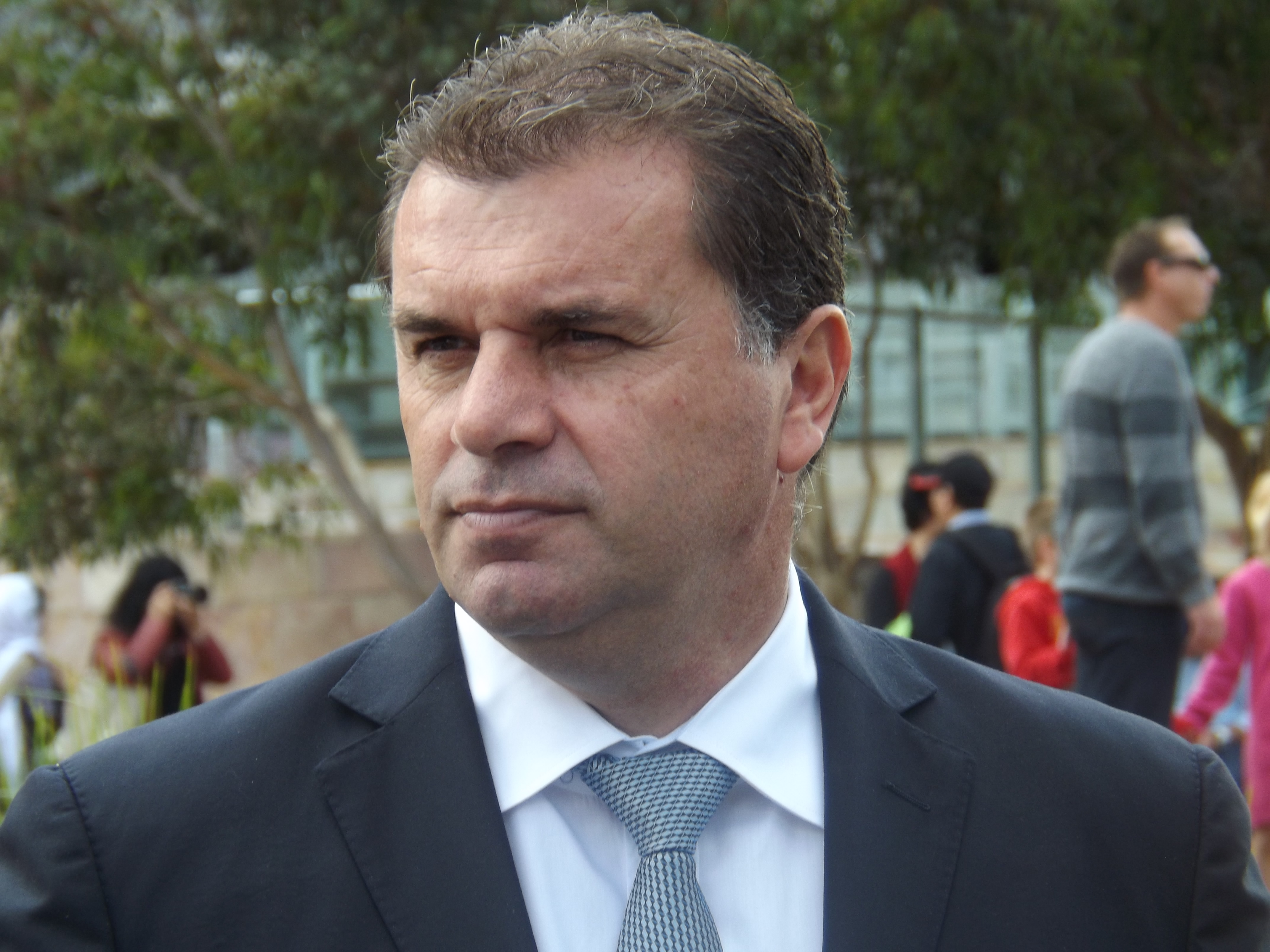
Ange Postecoglou, trener Brisbane Roar w latach 2009–2012

| Lp. | Trenerzy         | Lata                                        |
| --- | ---------------- | ------------------------------------------- |
| 1   | Miron Bleiberg   | 1 lipca 2005 – 13 listopada 2006            |
| 2   | Frank Farina     | 15 listopada 2006 – 13 października 2009    |
| 3   | Rado Vidošić     | 14 października 2009 – 15 października 2009 |
| 4   | Ange Postecoglou | 16 października 2009 – 24 kwietnia 2012     |
| 5   | Rado Vidošić     | 25 kwietnia 2012 – 17 grudnia 2012          |
| 6   | Mike Mulvey      | 18 grudnia 2012 – 23 listopada 2014         |
| 7   | Frans Thijssen   | 24 listopada 2014 – 25 maja 2015            |
| 8   | John Aloisi      | 26 maja 2015 – 28 grudnia 2018              |
| 9   | Darren Davies    | 29 grudnia 2018 – 30 czerwca 2019           |
| 10  | Robbie Fowler    | 1 lipca 2019 –                              |

## Stadion

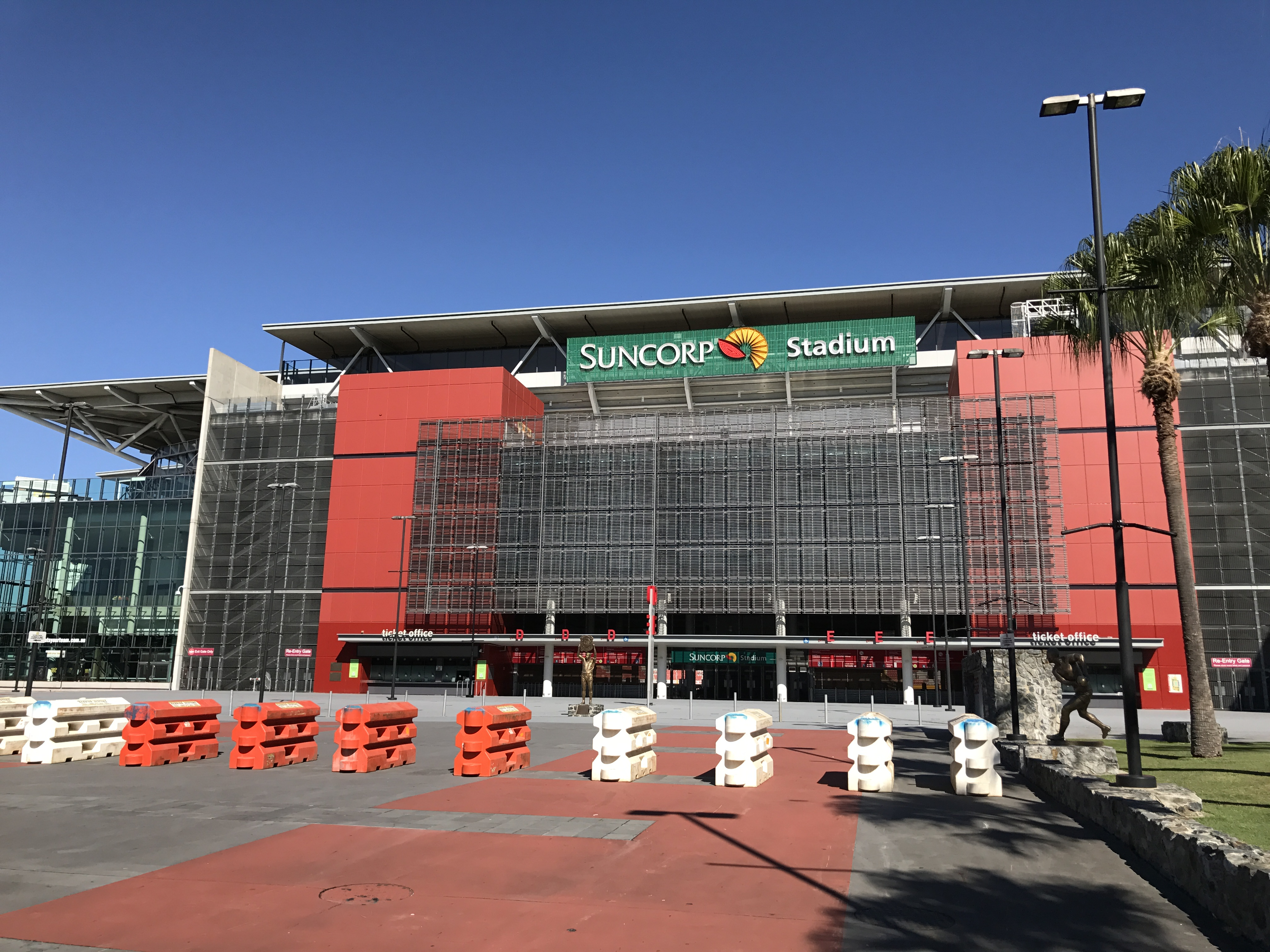
Lang Park

Brisbane Roar od czasu przystąpienia do rozgrywek A-League w sezonie 2005/2006 rozgrywa swoje mecze domowe na obiekcie Lang Park (również Suncorp Stadium) o pojemności 53 223 widzów. Stadion został założony w miejscy dawnego cmentarza, początkowo został oddany do użytku jako centrum rekreacyjne w 1914 roku. Położony jest na ulicy Castlemaine Street w dzielnicy Milton (City of Brisbane). Transport publiczny w okolicy stadionu obsługiwany jest zarówno przez komunikację autobusową oraz kolejową. Bezpośrednio w okolice stadionu podjeżdżają autobusy z następujących dzielnic: Carindale, Chermside, Eight Mile Plains i The Gap. Ponadto w okolicy stadionu znajdują się dwie stacje kolejowe: Milton i Roma Street. W sąsiedztwie stadionu znajduje się parking autobusowy na około 100 pojazdów.
Brisbane Roar sporadycznie swoje mecze domowe rozgrywał również na innych obiektach sportowych w Queensland. Dotychczas w roli gospodarza wystąpił na dwóch innych stadionach:
- Cazaly’s Stadium w Cairns;
- Robina Stadium w Gold Coast.

## Kibice i rywalizacje

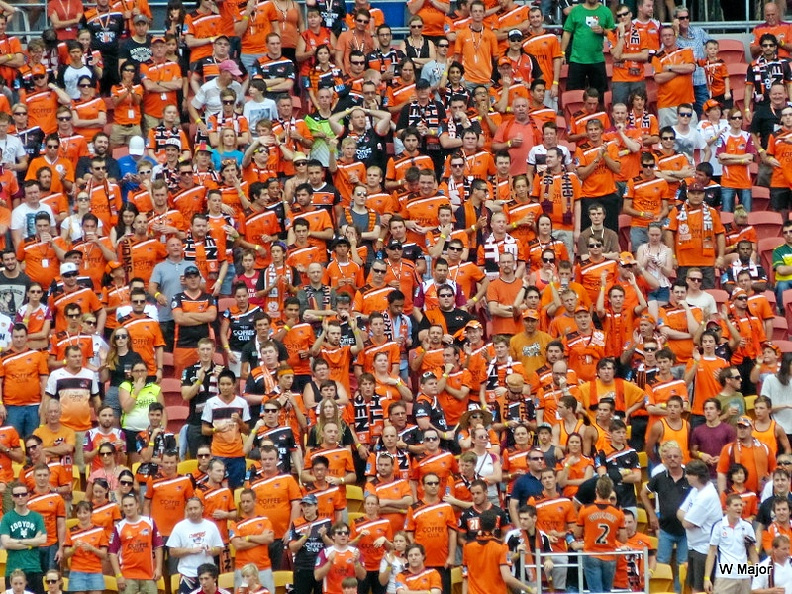
Kibice Brisbane Roar

Kibice prowadzący doping na meczach Brisbane Roar skupieni są wokół grupy The Den, która została założona w 2005 roku. Kibice z grupy The Den podczas spotkań domowych zasiadają na północnej trybunie stadionu Lang Park w sektorach 331, 332 i 333. Kibice zrzeszeni wokół grupy The Den prowadzą własną stronę internetową pod adresem internetowym theden.futbol. Dodatkowo w 2016 roku została założona grupa Roar Supporters Federation (RSF), która ma za zadanie zapewnienie odpowiedniej komunikacji na linii kibice – zarząd. Kibice z grupy RSF prowadzą własną stronę internetową pod adresem roarfans.com.au.

### The M1 Derby
The M1 Derby określenie spotkań rozgrywanych pomiędzy Brisbane Roar FC i Gold Coast United FC w latach 2009–2012. Rywalizacja obu zespołów wynikała z ich bliskiego położenia geograficznego, między miastami Brisbane i Gold Coast odległość wynosi około 80 km (w linii prostej). Pierwsze spotkanie zostało rozegrane 8 sierpnia 2009 roku i zakończyło się porażką klubu Brisbane Roar w stosunku 1:2. Natomiast ostatnie spotkanie zostało rozegrane w sezonie 2011/2012 w dniu 25 marca 2012 roku i zakończyło się zwycięstwem klubu Brisbane Roar w stosunku 2:1. Rywalizacja pomiędzy zespołami dobiegła końca wraz z decyzją FFA o nieprzyznaniu licencji klubowi Gold Coast United na kolejny sezon (2012/2013) w A-League.

#### Bilans pojedynków Brisbane Roar – Gold Coast United
| Rozgrywki | M | Z | R | P | B+ | B– | +/− |
| --------- | - | - | - | - | -- | -- | --- |
| A-League  | 9 | 3 | 2 | 4 | 13 | 13 | 0   |
| Ogółem    | 9 | 3 | 2 | 4 | 13 | 13 | 0   |

Źródło:.

## Rekordy
Stan na 27 kwietnia 2019 roku.
Najwyższa wygrana:
- Brisbane Roar 7:1 Adelaide United (28 października 2011);
- Brisbane Roar 6:0 Global FC (31 stycznia 2017, kwalifikacje Azjatyckiej Ligi Mistrzów).

Najwyższa porażka:
- Ulsan Hyundai FC 6:0 Brisbane Roar (28 lutego 2017, Azjatycka Liga Mistrzów).

Najwięcej zwycięstw z rzędu:
- 5 spotkań (od 26 stycznia do 19 lutego 2011).

Najwięcej porażek z rzędu:
- 7 spotkań (od 26 kwietnia do 22 października 2017).

Najdłuższa seria bez przegranego meczu:
- 36 spotkań (od 18 września 2010 do 26 listopada 2011).

Najdłuższa seria bez wygranego meczu:
- 12 spotkań (od 30 listopada 2018 do 2 lutego 2019).